# زیدر (شیروان)
زیدر روستایی در دهستان قوشخانه بالا بخش قوشخانه شهرستان شیروان استان خراسان شمالی ایران است. زبان اهالی این روستا ترکی خراسانی است.

## جمعیت
بر پایه سرشماری عمومی نفوس و مسکن در سال ۱۳۹۵ جمعیت این مکان ۵۲۱ نفر (۱۶۴خانوار) بوده‌است.